# بن روتلة (مقاطعة دورة)
بن روتلة (بالفارسية: بن روتله) هي قرية تقع في Shurab Rural District في إيران. يقدر عدد سكانها بـ 52 نسمة بحسب إحصاء 2016.